# Shane MacGowan
Shane Patrick Lysaght MacGowan, född 25 december 1957 i Pembury, Kent, död 30 november 2023 i Dublin, Irland, var en irländsk-brittisk musiker, sångare och låtskrivare. Han är mest känd för sin tid som sångare och frontfigur för bandet The Pogues och anses av många som en nyskapare av den irländska traditionella folkmusiken. 
Shane MacGowan föddes i Pembury i Kent men växte sedan upp i Tipperary i Irland och i Brighton och London i Storbritannien. Han var under sin uppväxttid ett av Londons mest kända ansikten inom punkrörelsen, och en röst för exil-irländarna. Han var ökänd för sina alkohol- och drogproblem, som ledde till att han sparkades av de övriga medlemmarna i The Pogues i början av 1990-talet. Han startade då bandet Shane MacGowan and the Popes. Under 2000-talet återförenades han med Pogues.
Bland Shane MacGowans förebilder finns Brendan Behan och Luke Kelly. Shane MacGowan har inspirerats av, inspirerat och samarbetat med artister som The Dubliners, Joe Strummer, Sinéad O'Connor, Nick Cave, Tom Waits, Steve Earle, Johnny Depp och U2.

## Galleri

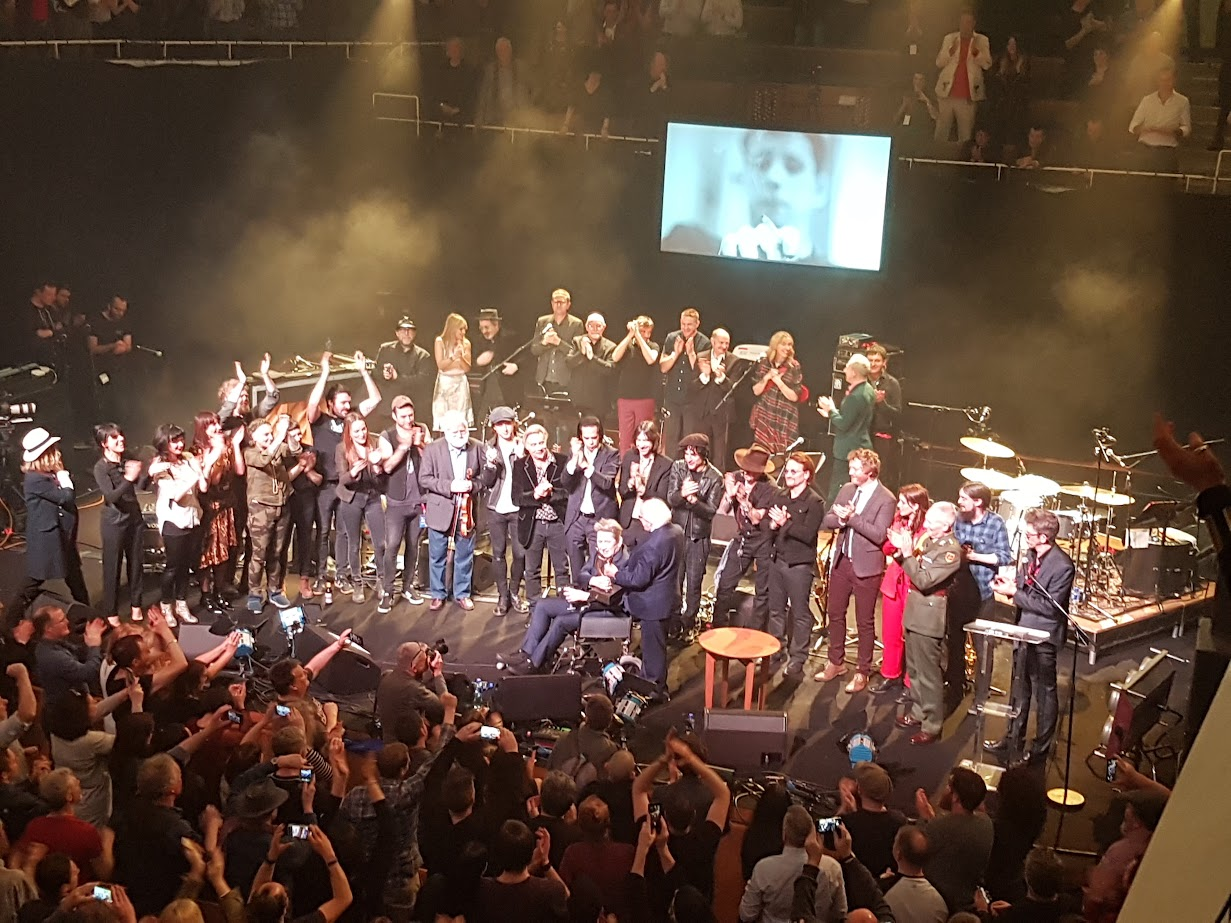
Shane MacGowan tar emot Lifetime Achievement Award av Irlands president Michael D. Higgins i National Concert Hall i Dublin 15 november 2018.
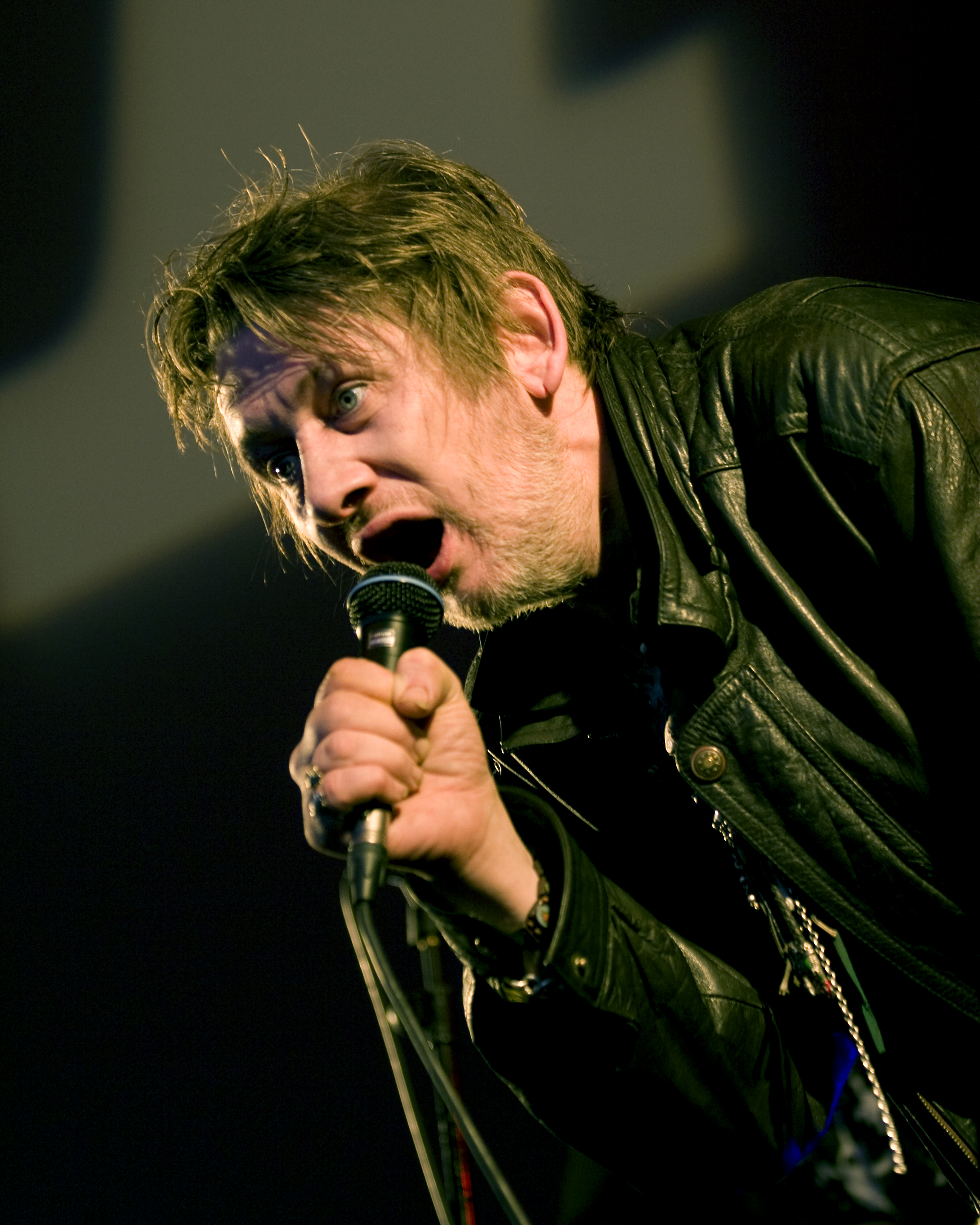
Shane MacGowan i Dublin 2008.
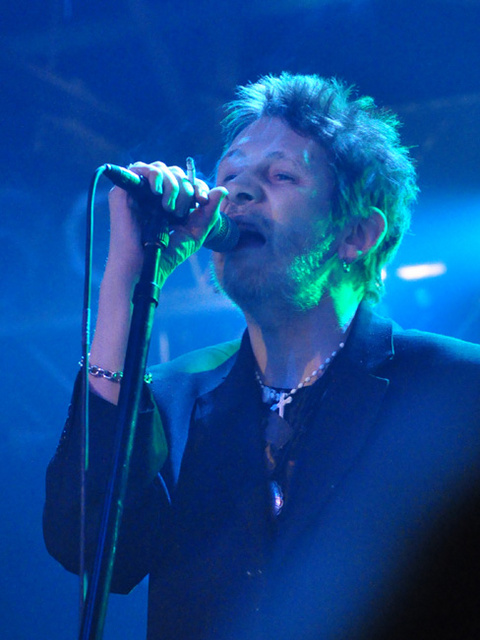
Shane MacGowan 2010.